# Eremiascincus fasciolatus
Eremiascincus fasciolatus — вид сцинкоподібних ящірок родини сцинкових (Scincidae). Ендемік Австралії.

## Поширення і екологія
Eremiascincus fasciolatus мешкають на сході Квінсленду, переважно на території поясу Брігалу. Вони живуть в субтропічних лісах, у напівпосушливих рідколіссях і пустищах.